# John Warner
John William Warner III (Washington D. C., 18 de febrero de 1927-Alexandria, 25 de mayo de 2021) fue un político estadounidense. Era un miembro del Partido Republicano y fue un senador de Virginia (1979-2009).

## Biografía
Warner fue el séptimo esposo de Elizabeth Taylor, con quien se casó antes de ser electo al Senado. Fue un veterano de la Segunda Guerra Mundial y de la guerra de Corea, y fue uno de los cinco veteranos de la Segunda Guerra Mundial que participaron en el Senado al momento de su retiro. Se retiró cuando no buscó su reelección en las elecciones de 2008.